# Cataract River (Clarence River)
Der Cataract River ist ein Fluss im Nordosten des australischen Bundesstaates New South Wales.

## Geographie
Der Fluss entspringt an den Osthängen der Great Dividing Range, etwa sechs Kilometer nordöstlich von Red Hill und ungefähr zehn Kilometer südöstlich von Tenterfield. Von seiner Quelle in der Local Government Area Tenterfield Shire aus fließt er nach Nordosten, wo er bei Paddys Flat in den Clarence River mündet.
Kurz vor seiner Mündung in den Clarence River durchfließt der Fluss den Ostteil des Cataract-Nationalparks.

### Nebenflüsse mit Mündungshöhen
- Spring Creek – 806 m
- Clear (Colongon) Creek – 559 m
- Boorook Creek – 514 m
- Crooked Creek – 344 m
- Morgans Creek – 304 m
- Wheatley Creek – 259 m[1]